# Родоло (Сондрио)
Родоло је насеље у Италији у округу Сондрио, региону Ломбардија.
Према процени из 2011. у насељу је живело 25 становника. Насеље се налази на надморској висини од 698 м.